# NGC 5926
NGC 5926 في الفهرس العام الجديد، هي مجرة، تقع في كوكبة الحية. اكتشفت في 15 يونيو 1884 بواسطة لويس سويفت.

## روابط خارجية
- NGC 5926 على موقع ويكي سكاي: DSS2, SDSS, GALEX, IRAS, Hydrogen α, X-Ray, Astrophoto, Sky Map, Articles and images